# 西门街道 (凯里市)
西门街道，是中华人民共和国贵州省黔东南苗族侗族自治州凯里市下辖的一个乡镇级行政单位。

## 行政区划
西门街道下辖以下地区：
州府社区、梁子巷社区、大阁社区、光明社区、玻璃厂家委会、西门社区和龙头村。